# Piccoloflöte
Die Piccoloflöte (von italienisch piccolo, „klein“), auch Pikkoloflöte, kleine Flöte, Pickelflöte, Oktavflöte, ist eine kleinere Bauform der Querflöte. Sie ist eine Oktave höher gestimmt und ist das höchste klassische Holzblasinstrument und zählt auch im Sinfonieorchester zu den höchsten Instrumenten.
Das Piccolo ist etwa 26 bis 32 cm lang, etwa halb so groß wie die Querflöte und hat einen Durchmesser von 1 cm. Das Piccolo kann aus Holz oder Metall sein, manchmal finden sich auch Piccolos aus Kunststoff. Die Klappen sind meist aus Neusilber gefertigt und werden versilbert oder auch vernickelt.

## Herkunft

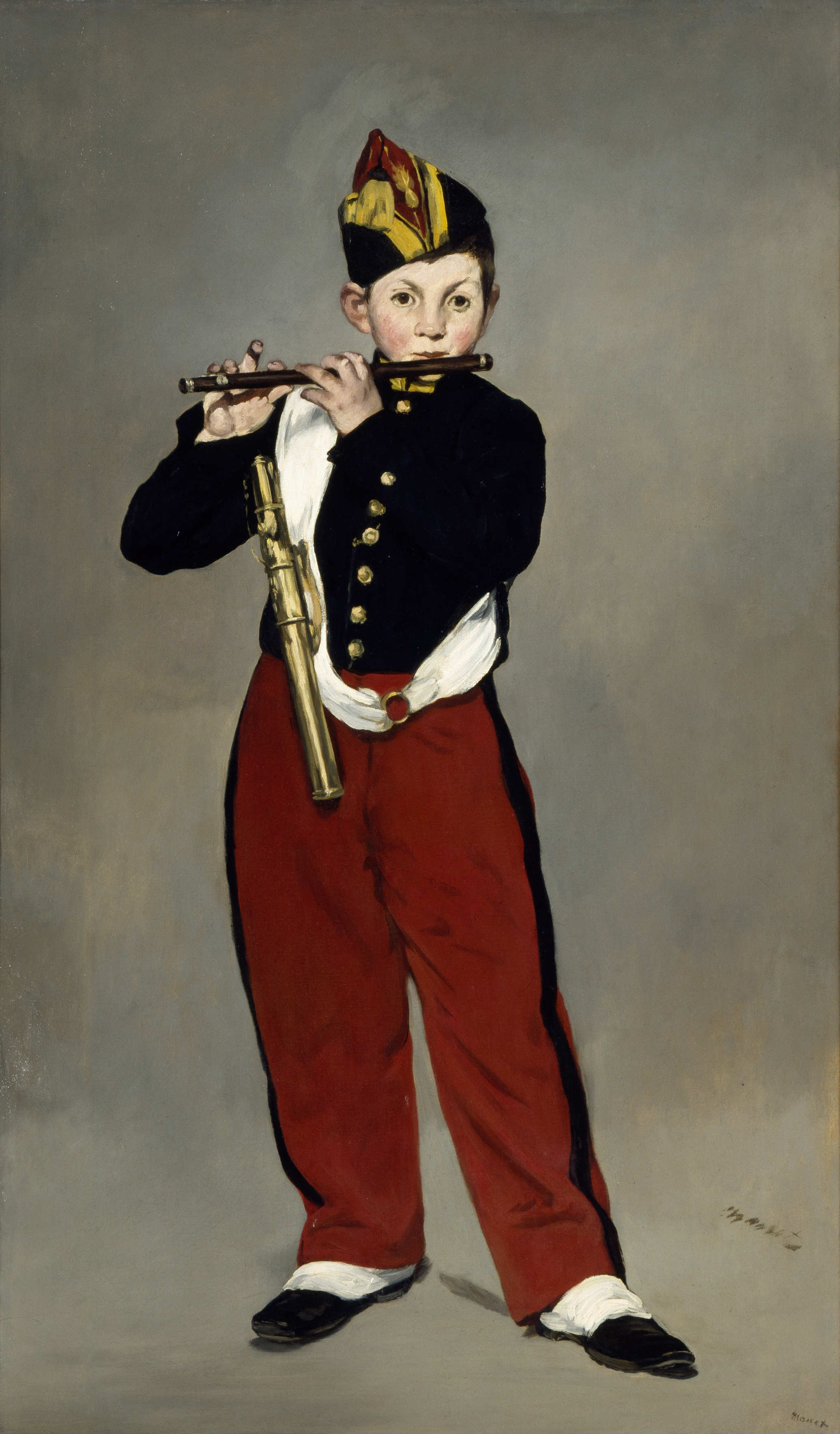
Édouard Manet: „Der Pfeifer“.

Eine frühe Form der Piccoloflöte findet sich seit dem Mittelalter in der Militärmusik als eine Schwegelpfeife mit sechs Löchern, die gemeinsam mit der kleinen Trommel den typischen Klang der Infanterie ausmachte. Dort wurde das Instrument bis ins 18. Jahrhundert verwendet. Parallel dazu wurde versucht, die neu entwickelte Traversflöte in anderen, also auch höheren, Stimmlagen zu bauen. So unterlag das Piccolo im Laufe der Zeit den gleichen baulichen Entwicklungen wie die Querflöte und wurde ab der zweiten Hälfte des 19. Jahrhunderts auch immer häufiger mit dem Böhm-System versehen.
Der Tonumfang reicht von d2 bis b4. Da der Klang eine Oktave höher ist als die Notierung, ist die Piccoloflöte ein transponierendes Instrument. Für Militär- und Blasmusik wurde das Piccolo auch in anderen Stimmungen wie des2 oder es2 gebaut, diese Instrumente sind heute aber nur mehr selten anzutreffen.

## Verwendung in der Musik

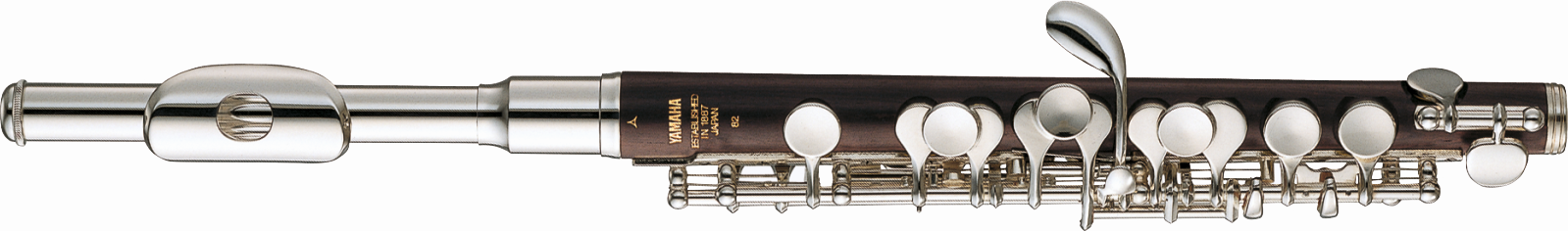
Piccolo mit Kopfstück aus Silber

Schon in der Barockmusik gibt es Partiturzeilen mit Bezeichnungen wie flauto piccolo oder flautino, es ist aber unklar, ob diese Stimmen tatsächlich für eine kleine Querflöte oder nicht doch für eine hohe Blockflöte komponiert sind.
Spätere Komponisten setzten das Piccolo einerseits ein, um durch die Nachahmung der Pfeifen in der Janitscharenmusik exotisches Kolorit zu erzeugen (wie in Mozarts „Entführung“ oder im Duett mit dem Kontrafagott in Beethovens 9. Sinfonie) oder für schrille, naturähnliche Effekte wie das Pfeifen eines Sturms oder die Elektrizität eines Blitzes (wie zum Beispiel Beethoven im „Gewitter“ seiner 6. Sinfonie). In großen romantischen Opern finden sich schneidende Piccolo-Passagen vor allem bei großen Chor- und Schreckensszenen.
Zu Zeiten Mozarts schien es neben der gebräuchlichen Piccolo in C auch Exemplare in der G-Stimmung (also eine Quart tiefer klingend) gegeben zu haben. So ist in den meisten Ausgaben von Mozarts Ouvertüre zu "Entführung aus dem Serail" ein c1 notiert, welches nur mit einem sog. C-Fuß spielbar ist. Die kritisch revidierte Ausgabe der "Neuen Mozart-Ausgabe" sieht allerdings eine Piccolo in G vor ("Flauto piccolo in Sol/G"), womit das problematische c1 nur mehr ein f1 und somit ohne weiteres spielbar ist

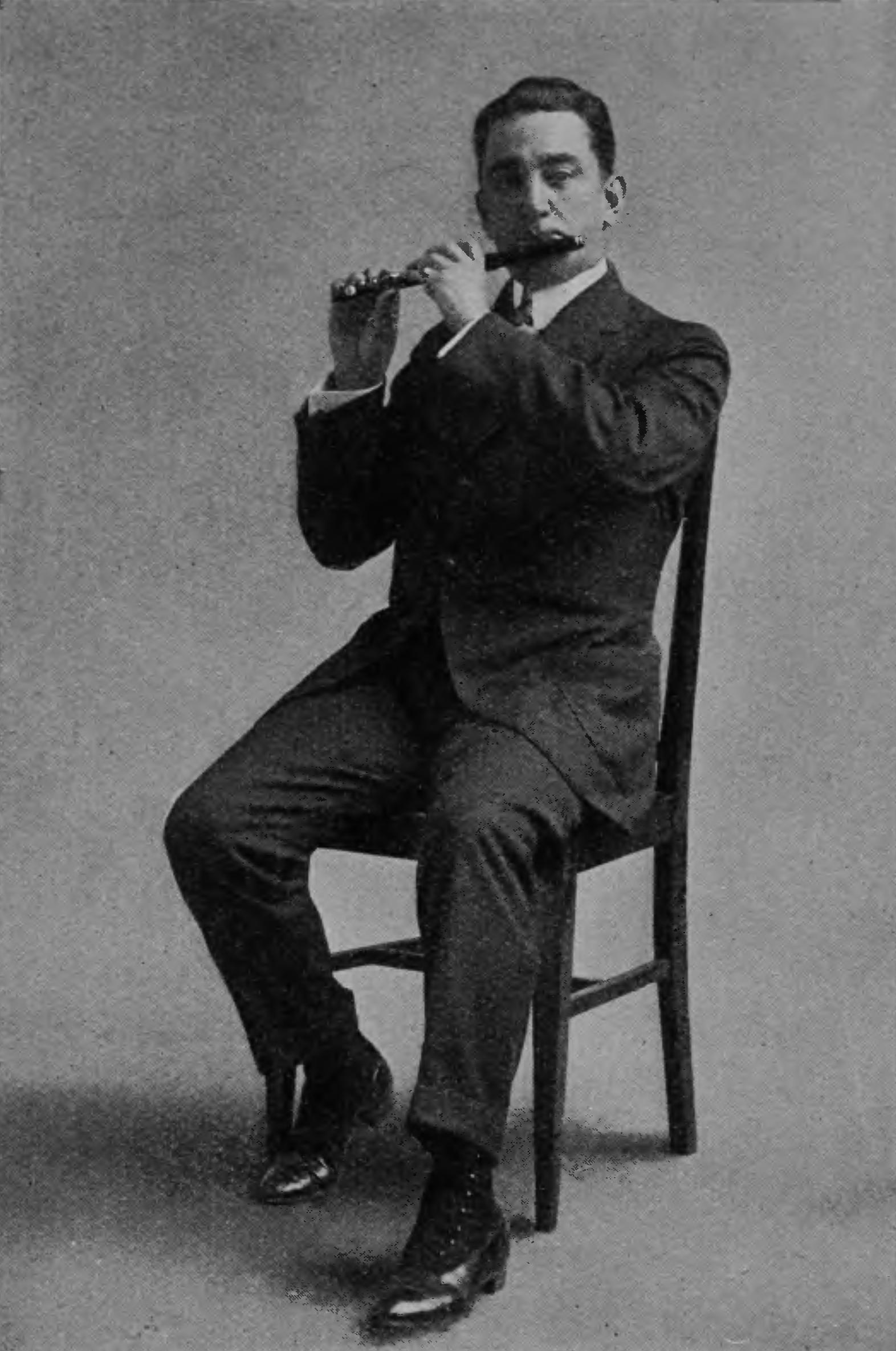
Ernest F. Wagner, Piccoloflötist der New Yorker Philharmoniker (1917).

Spätestens bei Richard Strauss und Gustav Mahler ist das Instrument ein vollwertiges Mitglied des Holzbläsersatzes und wird zeitweise auch als Soloinstrument eingesetzt.

## Einfache und historische Formen
Einfache Bauformen mit nur wenig oder sogar ganz ohne Mechanik werden heute noch in Spielmannszügen und teilweise in der Volksmusik verwendet.

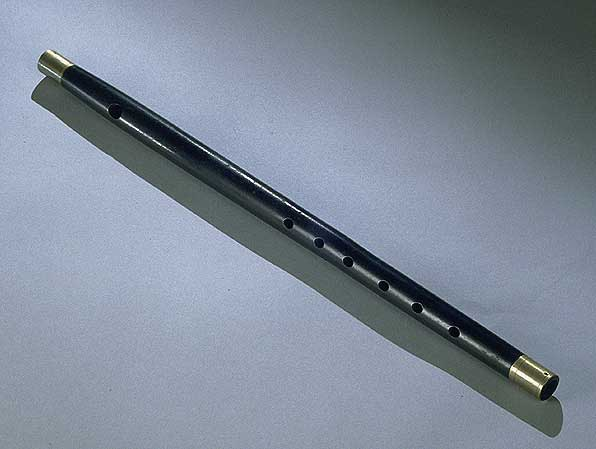
Amerikanisches Militärpiccolo aus der Bürgerkriegszeit.
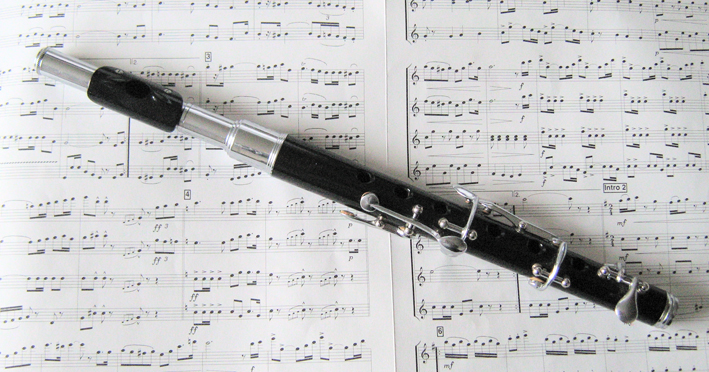
Piccolo mit 6 Klappen, wie es heute in der Basler Fasnacht verwendet wird.